# Allogalumna triangulata
Allogalumna triangulata är en kvalsterart som beskrevs av Sandór Mahunka 1978. Allogalumna triangulata ingår i släktet Allogalumna och familjen Galumnidae. Inga underarter finns listade i Catalogue of Life.